# Bronhopneumonie
Bronhopneumonia este un tip de pneumonie. Aceasta constă în inflamarea acută a bronhiilor, acompaniată de inflamarea lobulilor plămânilor.